# Schronisko PTTK w Dolinie Pięciu Stawów Polskich
Die Schronisko PTTK w Dolinie Pięciu Stawów Polskich (wörtlich: Schützhütte PTTK im Tal der fünf polnischen Seen) liegt auf einer Höhe von 1671 m n.p.m. in Polen in der Hohen Tatra im Tal Dolina Pięciu Stawów Polskich auf einer Gletschermoräne oberhalb des Bergsees Przedni Staw Polski. Sie ist die höchstgelegene Schutzhütte in Polen. Das Gebiet gehört zur Gemeinde Bukowina Tatrzańska, die Berghütte hat jedoch eine Adresse in Zakopane.

## Geschichte
Die erste Hütte entstand um 1637, als das Tal von König Władysław IV. Wasa an die Familie Nowobilski vergeben wurde. Die erste Schutzhütte wurde 1876 von der Tatra-Gesellschaft erbaut. Die derzeitige Hütte ist bereits die fünfte bzw. sechste Hütte an dieser Stelle und stammt vom 1953. Sie wurde nach Leopold Świerz benannt. Seit 1954 liegt die Hütte im Tatra-Nationalpark. Sie ist Eigentum des PTTK.

## Zugänge
Die Hütte ist u. a. zu erreichen:

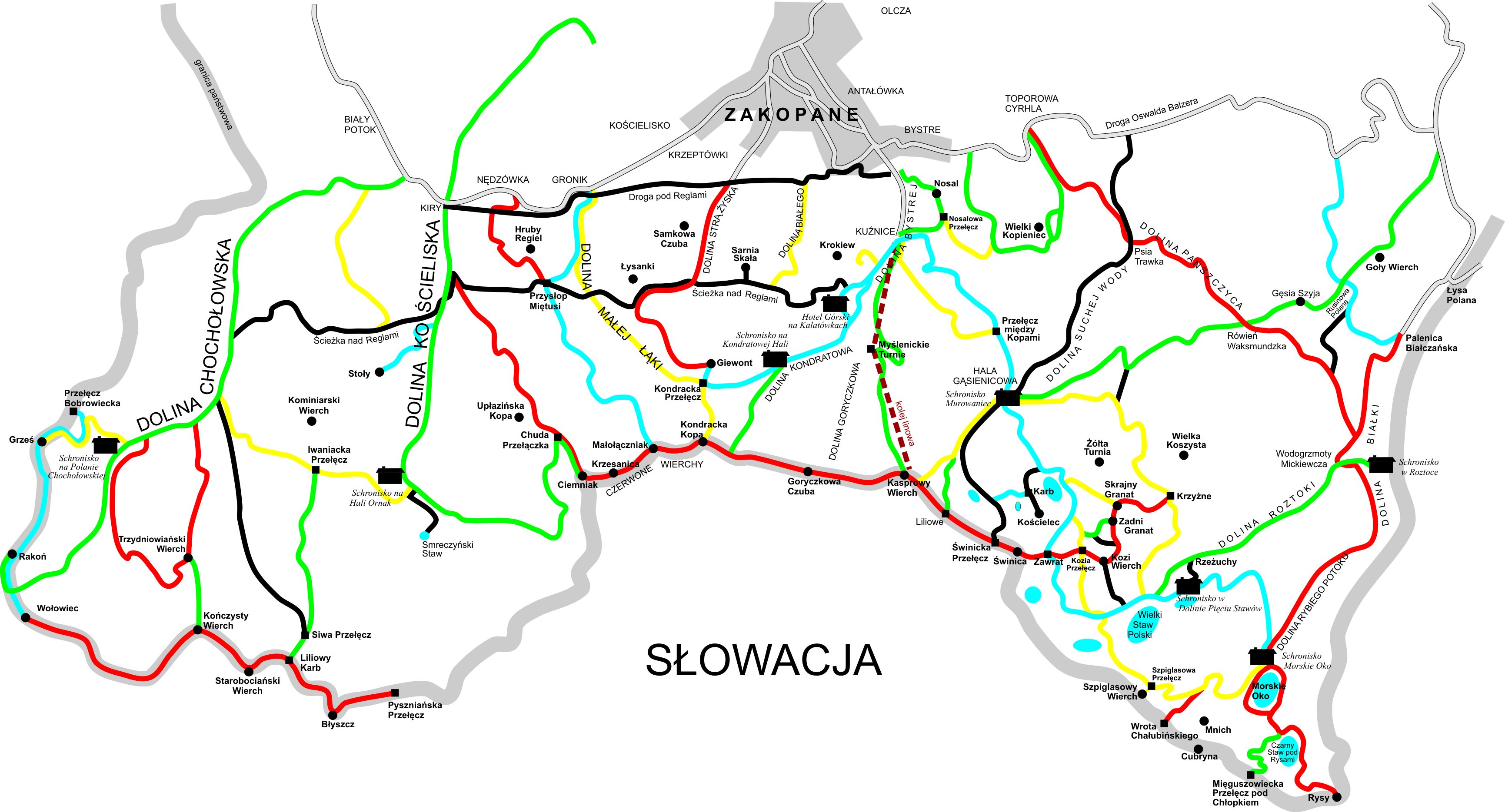
Wanderwege in der polnischen Tatra, die Berghütte ist im Osten mittig zu sehen

- ▬ ▬ von dem Wasserfall Wodogrzmoty Mickiewicza über einen grün, später blau markierten Wanderweg im Tal Dolina Roztoki
- ▬ von dem Bergsee Meerauge über Świstówka Roztocka auf einem blau markierten Wanderweg
- ▬ ▬ von dem Bergpass Szpiglasowa Przełęcz über das Tal Dolina Pięciu Stawów Polskich auf einem gelb, später blau markierten Wanderweg
- ▬ von dem Bergpass Zawrat über das Tal Dolina Pięć Stawów Polskich auf einem blau markierten Wanderweg

## Übergänge

Lage der Berghütten im Tatra-Nationalpark

- ▬ Zur Murowaniec-Hütte (1500 m) über den blau markierten Wanderweg durch das Tal Dolina Pięciu Stawów Polskich und weiter über den Bergpass Zawrat hinab in das Tal Dolina Gąsienicowa
- ▬ Zur Meeraughütte (1410 m) über den blau markierten Wanderweg über den Bergpass Świstowa Przełęcz und die Hochebene Świstówka Roztocka
- ▬ Zur Roztokahütte (1031 m) über den grün markierten Wanderweg im Tal Dolina Roztoki

## Touren

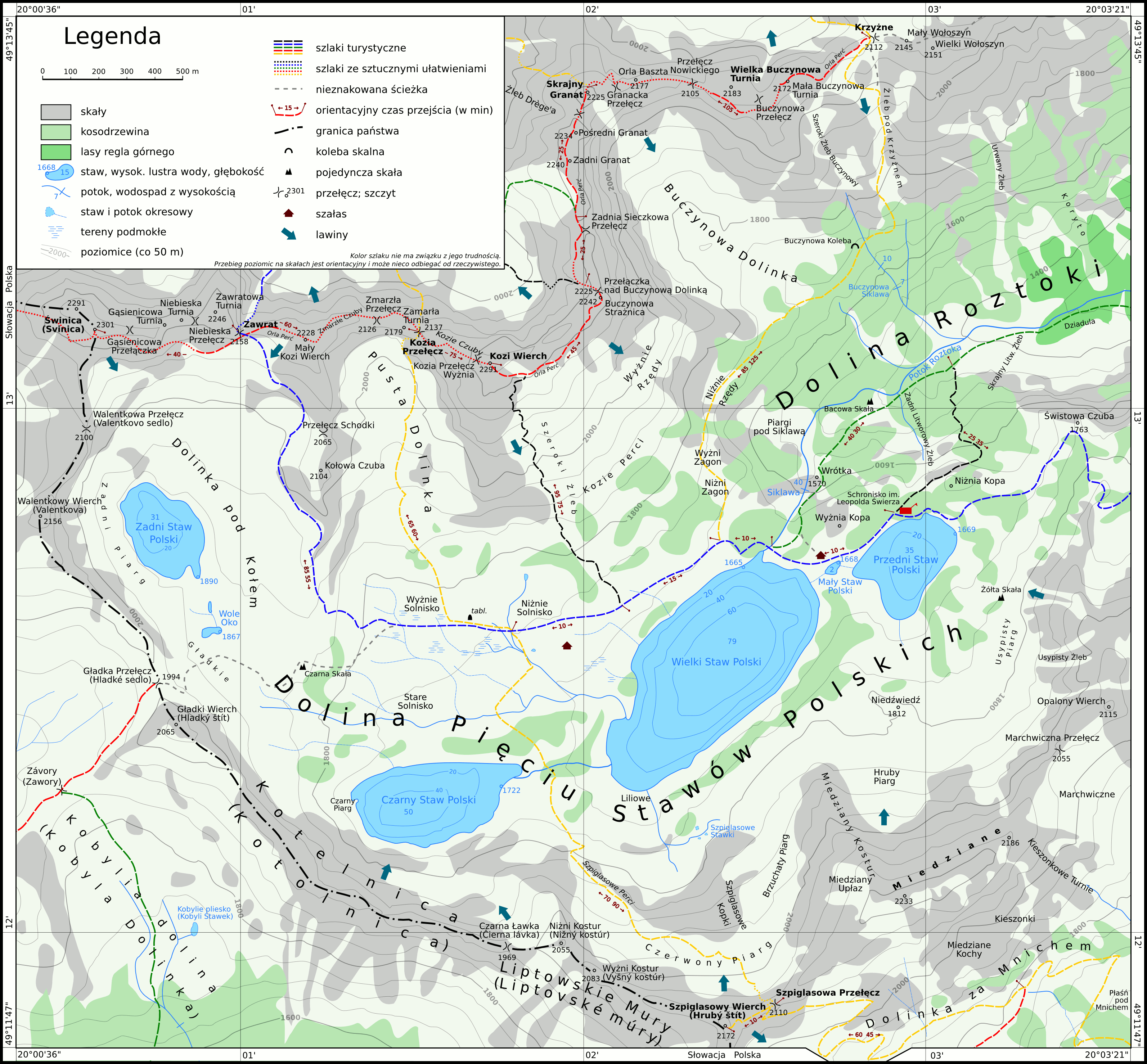
Umgebungskarte des Tals Dolina Pięciu Stawów Polskich

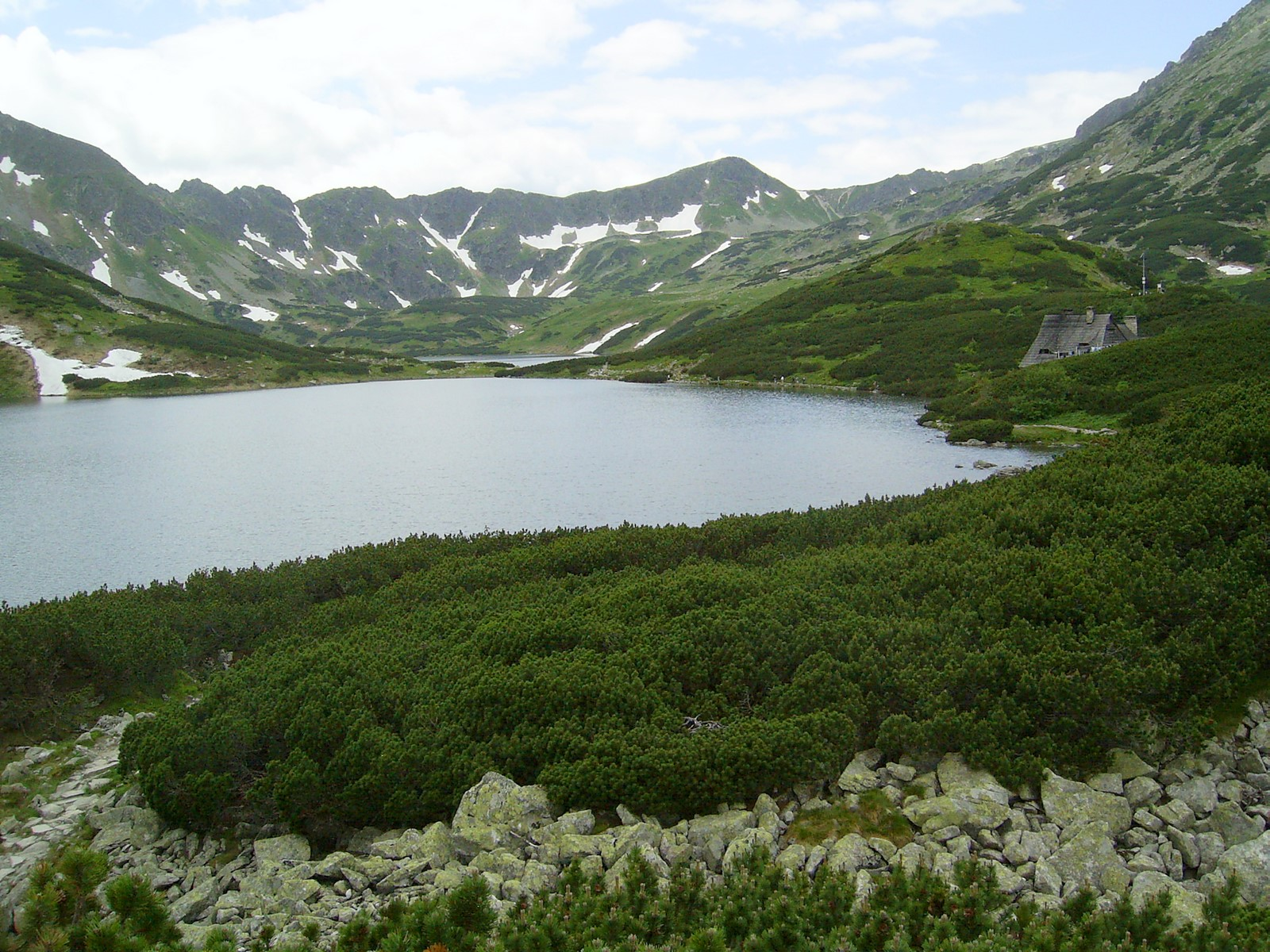
Hütte und Bergsee Przedni Staw Polski im Sommer

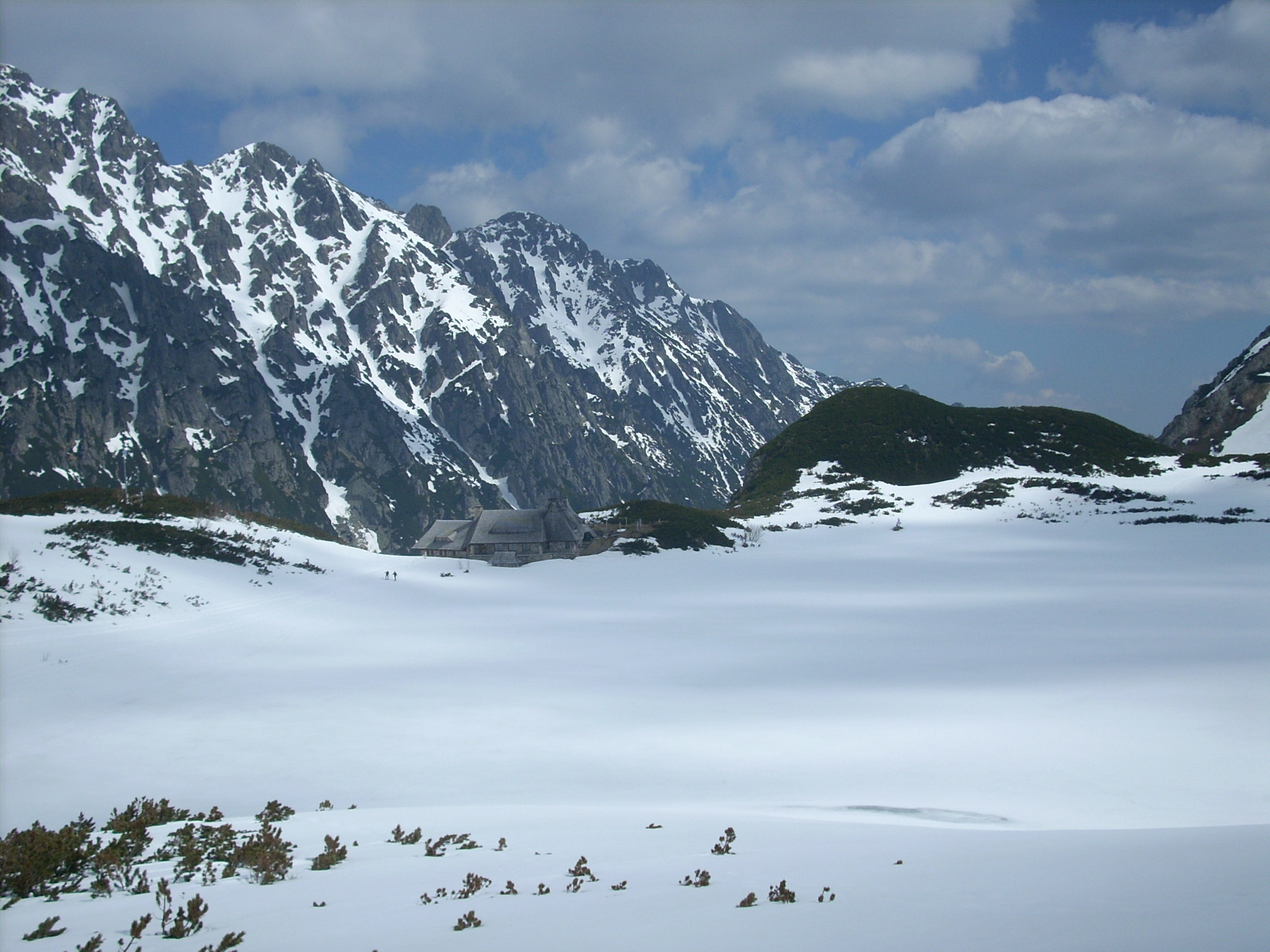
Hütte und Bergsee Przedni Staw Polski im Winter

### Gipfelbesteigungen
Gipfel in der näheren Umgebung der Hütte sind:
- Gipfel des Höhenwegs Orla Perć
- Świnica (2301 m)
- Zawratowa Turnia (2246 m)
- Miedziane (2233 m)
- Szpiglasowy Wierch (2172 m)
- Walentkowy Wierch (2156 m)
- Wielki Wołoszyn (2151 m)
- Mały Wołoszyn (2145 m)
- Wyżni Kostur (2083 m)
- Gładki Wierch (2065 m)
- Niżni Kostur (2055 m)
- Opalony Wierch (2015 m)
- Niedźwiedź (1812 m)
- Świstowa Czuba (1763 m)

### Bergpässe
- Zawrat (2158 m)
- Kozia Przełęcz (2137 m)
- Krzyżne (2112 m)
- Szpiglasowa Przełęcz (2110 m)
- Walentkowa Przełęcz (2100 m)
- Gładka Przełęcz (1994 m)

### Wasserfälle
- Siklawa (80 m)
- Buczynowa Siklawa (50 m)
- Wodogrzmoty Mickiewicza (10 m)